# Канивете, Кеназ
Кеназ Канивете (англ. Kenaz Kaniwete; род. 28 марта 2008) — кирибатийский легкоатлет, выступающий в беге на короткие дистанции. Участник летних Олимпийских игр 2024 года.

## Биография
Кеназ Канивете родился 28 марта 2008 года.
В 2023 году участвовал в чемпионате Океании по лёгкой атлетике среди юношей до 18 лет в Суве. Выбыл в предварительных забегах, показав в беге на 100 метров результат 11,35 секунды, в беге на 200 метров — 23,31.
В том же году в 15-летнем возрасте дебютировал во взрослых соревнованиях, выступив на Тихоокеанских играх в Хониаре, где в беге на 200 метров дошёл до четвертьфинала.
В 2024 году вошёл в состав сборной Кирибати на летних Олимпийских играх в Париже. В беге на 100 метров занял в забеге 1/8 финала 5-е место с результатом 11,29, уступив 0,9 секунды попавшему в четвертьфинал со 2-го места Сибусисо Маценджве из Эсватини и установив национальный рекорд среди юношей до 18 лет.

## Личные рекорды
- Бег на 100 метров — 11,29 (3 августа 2024, Париж)[5]
- Бег на 200 метров — 23,31 (2 июня 2024, Сува)[5]